# La Fabril Cotonera
La Fabril Cotonera (nom original en castellà: La Fabril Algodonera), coneguda popularment com el Vapor Nou, és una antiga fàbrica situada entre els carrers de sant Joan i de sant Llorenç de Reus, en terres que havien estat de l'ex-convent de sant Joan. Ocupava dues grans illes de 25.000 m² amb un edifici de cinc plantes, on actualment hi ha l'Institut Baix Camp i la Facultat de Medicina de la URV. Fundada el 1846, va ser la indústria cotonera més important de la ciutat durant la segona meitat del segle xix.

## Història
El 18 de juliol de 1846 es constituia a Reus la societat regular col·lectiva Macià Vila, Subirà i Cia, dedicada a la fabricació de filats i teixits de cotó i de mescla. Els socis capitalistes eren Jaume Ceriola, José Antonio Muñoz y Sánchez i Pascual Madoz. S'acordà la construcció de dues fàbriques mogudes per màquines de vapor: una a Reus i una altra a Igualada. El 1848 es va posar en marxa la primera, amb 600 treballadors i una màquina de vapor de 75 CV. Tanmateix, la d'Igualada no arribà a posar-se en marxa, ja que el 22 de març del mateix any es va cremar, quan la maquinària ja estava a punt.
El 1852, l'empresa es convertí en societat anònima amb el nom de La Fabril Cotonera, amb un capital de 10 milions de rals repartits en 5.000 accions (el 92% del qual provenia de l'antiga societat), i domicili social a Barcelona, on hi havia el despatx i el magatzem. El 1856, la fàbrica feia tot el cicle industrial del cotó: filatura, tissatge, blanqueig i tint. Tenien tres màquines de vapor que proporcionaven uns 200 CV, alimentades per vuit calderes. El 1860 va participar en l'Exposició Industrial de Barcelona, on exposaren semi-retorts, empeses, floretes, hamburgs i cotó filat, retort a dos caps. Dos anys més tard, la fàbrica tenia 19.474 pues de filar, 200 telers mecànics, 72 telers manuals i hi treballaven 560 obrers.
Macià Vila va morir el 25 de març del 1865, i el va substituir com a director Joan Tarrats Aleu. El 1870 la societat es va tornar a renovar, i entre 1877 i el 1878 va patir una forta crisi deguda a la sobreproducció general de cotó al país, l'obsolescència tecnològica i les limitacions locals d'aigua i carbó. Entre aquesta fàbrica i el Vapor Vell van deixar al carrer uns 2.500 treballadors.
El 1881, la societat va tornar a modificar els seus estatuts, quedant Frederic Vila, fill de Macià, com a titular de 60 accions (menys de l'1% del capital). El nou president era Josep Carreras i Xuriach, fill de Josep Carreras i d'Argerich (vegeu Palau de la Virreina). Altres accionistes, amb petites participacions, eren Joan Tarrats, Joan Morera i Matas i Josep Quintana i Busó. El primer va morir el 1885, i aquell mateix any, la companyia va repartir un dividend de l'1,6 %. El 1887 patentà la seva marca tradicional: una figura d'Hèrcules amb una pell de lleó sobre l’espatlla i una massa de claus a la mà. El febrer del 1889, es declarà un incendi a la fàbrica, i aquell any, les seves accions valien 285 pessetes, el 57% del valor nominal.

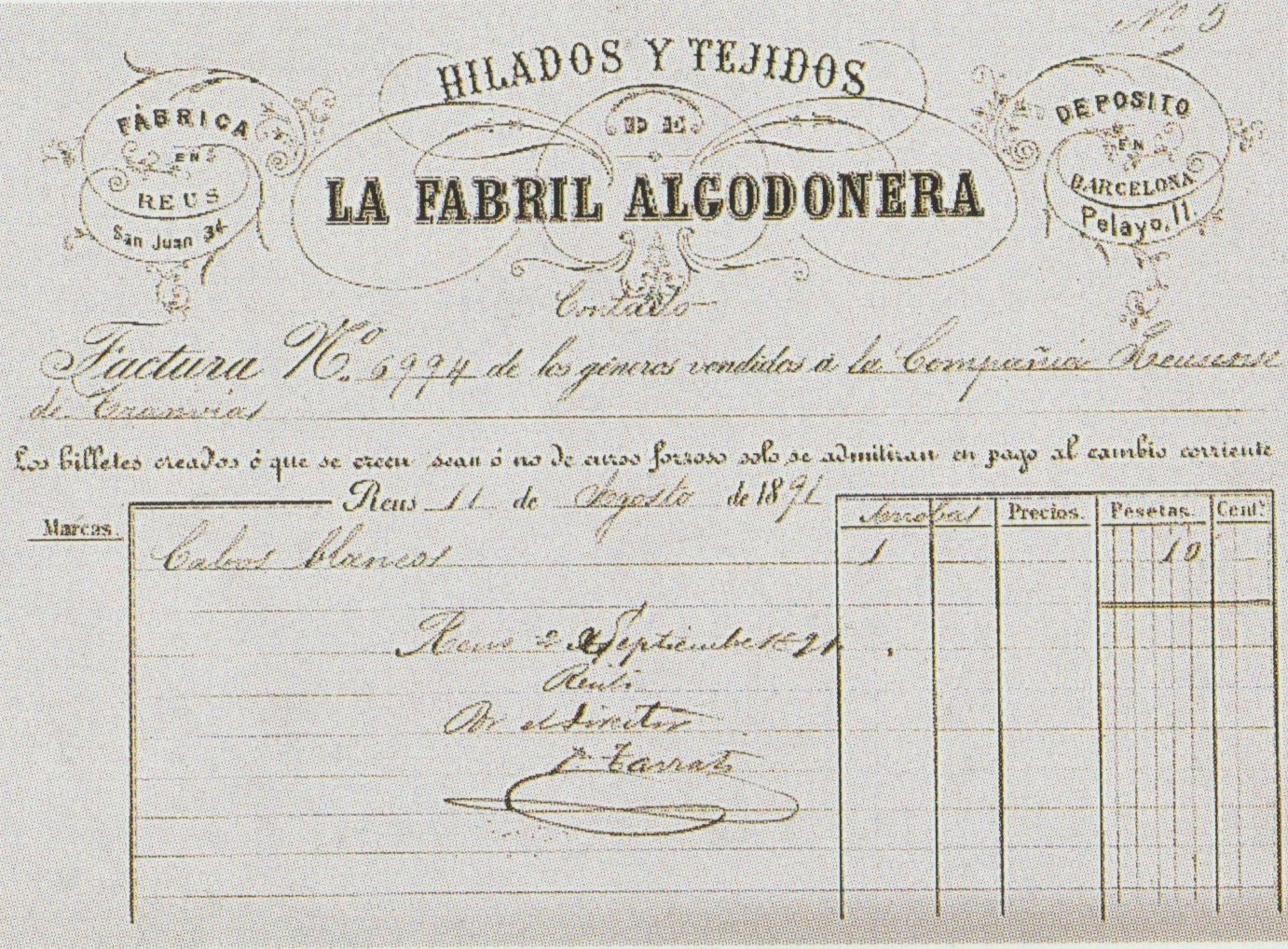
Factura de 1891 de la Fabril Cotonera

El 1892, la societat va arribar al seu termini, i la junta d'accionistes va acordar dissoldre-la i traspassà els seus actius a Joan Tarrats Homdedeu, fill de Joan Tarrats Aleu, i a Josep Oriol Canals, prenent la denominació de Tarrats i Canals, societat en comandita.
El 1903, Josep Maria Tarrats Homdedeu va comprar les accions del seu germà i de Josep Oriol Canals, i en va ser l'únic propietari. Aleshores produïa 40.000 peces anuals, i hi treballaven 950 persones. El 1915, durant el conflicte social a Reus, quan els treballadors del Vapor Nou portaven vuit mesos de vaga demanant millores de condicions de treball, Tarrats va propiciar un tancament patronal i vadespatxar 300 obrers.
Aquell mateix any, l'empresa va canviar el nom a Vídua de Josep Oriol Canals, i el 1922 a Cotonera Canals SA, tancant definitivament el 1935.